# 大原さやか朗読ラジオ 月の音色〜radio for your pleasure tomorrow〜
大原さやか朗読ラジオ 月の音色〜radio for your pleasure tomorrow〜（おおはらさやかろうどくらじお レディオフォーユアプレジャートゥモロー）は、声優の大原さやかがパーソナリティを務める、音泉にて配信されているラジオ番組である。

## 概要
本が好きだけど読む時間がない、読む本がわからない、気分転換や快眠、癒しを求めるリスナーに、大原さやかがこだわりの作品を選び心を込めて朗読するラジオ。
番組の始まりと終わりは「朗読の夜へようこそいらっしゃいました。」「この後は夢の中で、月の音色の余韻にゆったりとつつまれますように。お休みなさい。」となっている。

## コーナー
ふつおた
リスナーからの普通のお便り。
朗読
大原が読みたかった本や、お勧めの話を朗読するコーナー。
月の本棚
大原が大好きな本、感動した本などお勧めの本を紹介するミニコーナー。
月の文学館
毎月の「テーマ」に沿った400字以内の小説、童話、エッセイ、詩など書きたいものをリスナーから募集して朗読する創作短編コーナー。
月の京さんぽ
京都のオススメを紹介していくコーナー。

## 朗読リスト
| 放送回  | 朗読作品                                                                      | 月の本棚                                                                           |
| ------- | ----------------------------------------------------------------------------- | ---------------------------------------------------------------------------------- |
| 第1回   | 「エンゲージリング」/「天の羽衣補遺」 光原百合『星月夜の夢がたり』より        |                                                                                    |
| 第2回   | 「殺し屋ですのよ」/「愛用の時計」 星新一『ボッコちゃん』                      |                                                                                    |
| 第3回   | 「月夜とめがね」 小川未明                                                     |                                                                                    |
| 第4回   | 「大食いのこたつ」 光原百合『星月夜の夢がたり』                               |                                                                                    |
| 第5回   | 「奥様の耳飾」 安房直子『夢の果て一安房直子十七の物語』                       |                                                                                    |
| 第6回   | 「エンゲージリング」/「天の羽衣補遺」 光原百合『星月夜の夢がたり』            |                                                                                    |
| 第7回   | 「やまなし」 宮沢賢治                                                         |                                                                                    |
| 第8回   | 「おーいでてこーい」 星新一『ボッコちゃん』                                   |                                                                                    |
| 第9回   | 「塀の向こう」光原百合『星月夜の夢がたり』                                    |                                                                                    |
| 第10回  | 「わたしではない」北村薫『語り女たち』                                        |                                                                                    |
| 第11回  | 「ロープウェイおじさん」井上実優 尾道大学創作民話の会『尾道草紙8』            |                                                                                    |
| 第12回  | 「秋の風鈴」 安房直子『夢の果て一安房直子十七の物語』                         |                                                                                    |
| 第13回  | 「萩の原幻想」 光原百合『星月夜の夢がたり』                                   |                                                                                    |
| 第14回  | 「カフェラテのない日」 坂木司『短劇』                                         |                                                                                    |
| 第15回  | 「ごんぎつね」 新美南吉                                                       |                                                                                    |
| 第16回  | 「お茶にしましょ」 平松洋子『夜中にジャムを煮る』                             |                                                                                    |
| 第17回  | 「デューク」 江國香織『つめたいよるに』                                       |                                                                                    |
| 第18回  | 「ある雪の夜の話」 安房直子『夢の果て一安房直子十七の物語』                   |                                                                                    |
| 第19回  | 「手袋を買いに」 新美南吉                                                     |                                                                                    |
| 第20回  | 「花のような人」 山本文緒『絶対泣かない』                                     |                                                                                    |
| 第21回  | 「遥か彼方、星の生まれるところ」 光原百合『星月夜の夢がたり』                 |                                                                                    |
| 第22回  | 「金の輪」 小川未明                                                           |                                                                                    |
| 第23回  | 「夜中にジャムを煮る」 平松洋子『夜中にジャムを煮る』                         |                                                                                    |
| 第24回  | 「ふしぎな文房具屋」 安房直子『夢の果て一安房直子十七の物語』                 |                                                                                    |
| 第25回  | 「物件案内」 坂木司『短劇』                                                   |                                                                                    |
| 第26回  | 「ボッコちゃん」星新一『ボッコちゃん』                                        |                                                                                    |
| 第27回  | 「注文の多い料理店」 宮沢賢治                                                 |                                                                                    |
| 第28回  | 「草之丞の話」 江國香織                                                       |                                                                                    |
| 第29回  | 「天窓のある家」 安房直子『夢の果て一安房直子十七の物語』                     |                                                                                    |
| 第30回  | 「ものすごく見栄っぱり」 山本文緒『絶対泣かない』                             |                                                                                    |
| 第31回  | 「泣ける味」 平松洋子『おとなの味』                                           |                                                                                    |
| 第32回  | 「遥かな約束」 光原百合『星月夜の夢がたり』                                   |                                                                                    |
| 第33回  | 「赤い蝋燭と人魚」 小川未明                                                   |                                                                                    |
| 第34回  | 「あるテレビの物語」 村山早紀『コンビニたそがれ堂』                           |                                                                                    |
| 第35回  | 「蜻蛉玉」 田丸雅智『夢巻』                                                   | 『ハルさん』藤野恵美                                                               |
| 第36回  | 「川の味」 平松洋子『おとなの味』                                             | 『かのこちゃんとマドレーヌ夫人』万城目学                                           |
| 第37回  | 「ぴかぴかする夜」 小川未明                                                   | 『メグル』乾ルカ                                                                   |
| 第38回  | 「人形」 星新一『ノックの音が』                                               | 『約束』石田衣良                                                                   |
| 第39回  | 「月の光」 安房直子『夢の果て一安房直子十七の物語』                           | 『クローバー・レイン』大崎梢                                                       |
| 第40回  | 「綿雲堂」 田丸雅智『夢巻』                                                   | 『6時間後に君は死ぬ』高野和明                                                      |
| 第41回  | 「巨男の話」 新美南吉                                                         | 『そっといちどだけ』なりゆきわかこ                                                 |
| 第42回  | 「カエルに変身した体験、及びそれに基づいた対策」 光原百合『星月夜の夢がたり』 | 『365日のスプーン』おーなり由子                                                    |
| 第43回  | 「歳月の味」 平松洋子『おとなの味』                                           | 『ランチのアッコちゃん』柚木麻子 『葉っぱのフレディ いのちの旅』レオ・ブスカーリア |
| 第44回  | 「ラムプの夜―学芸会のための一幕劇」 新美南吉                                  | 『だれもが知ってる小さな国』有川浩                                                 |
| 第45回  | 「月と海豹」 小川未明                                                         | 『夜の床屋』沢村浩輔                                                               |
| 第46回  | 「みみずの大地」 田丸雅智『夢巻』                                             | 『ストーリー・セラー』有川浩                                                       |
| 第47回  | 「誰にも見えないベランダ」 安房直子『夢の果て一安房直子十七の物語』           | 『カラフル』森絵都                                                                 |
| 第48回  | 「双子の星」 宮沢賢治                                                         | 『おんなのことば』茨木のり子                                                       |
| 第49回  | 「石の記憶」 大原さやか                                                       | 『月の砂漠をさばさばと』北村薫                                                     |
| 第50回  | 「あのときの王子くん」 アントワーヌ・ド・サン＝テグジュペリ                   | 『ライオンハート』恩田陸                                                           |
| 第51回  | 「噛む味」 平松洋子『おとなの味』                                             | 『時計を忘れて森へいこう』光原百合                                                 |
| 第52回  | 「赤い花白い花」 光原百合『星月夜の夢がたり』                                 | 『坂木司リクエスト!和菓子のアンソロジー』小川一水ほか                              |
| 第53回  | 「午前0時のラジオ局 ノクターンをもう一度」 村山仁志                           | 『午前0時のラジオ局』村山仁志                                                      |
| 第54回  | 「ゆきとどいた生活」 星新一『ボッコちゃん』                                   | 『きっと、夢にみる』中島京子ほか                                                   |
| 第55回  | 「双子の星 二」 宮沢賢治                                                      | 『甘いもんでもおひとつ藍千堂菓子噺』田牧大和                                       |
| 第56回  | 「野ばら」 小川未明                                                           | 『魔法使いの弟子たち』井上夢人                                                     |
| 第57回  | 「話を聞かせて」 山本文緒『絶対泣かない』                                     | 『植物図鑑』有川浩                                                                 |
| 第58回  | 「飴だま」 新美南吉                                                           | 『きみはポラリス』三浦しをん                                                       |
| 第59回  | 「ビル業務」 坂木司『短劇』                                                   | 『ひなた弁当』山本甲士                                                             |
| 第60回  | 「星の銀貨」 グリム兄弟/楠山正雄訳                                            | 『陸王』池井戸潤                                                                   |
| 第61回  | 「遥かな約束」 光原百合『星月夜の夢がたり』※再配信                            | 『アンソロジー 捨てる』大崎梢,篠田真由美,松村比呂美,光原百合ほか                   |
| 第62回  | 「おーい でてこーい」 星新一『ボッコちゃん』※再配信                           | 『コーヒーが冷めないうちに』川口俊和                                               |
| 第63回  | 「ねずみの嫁入り」 楠山正雄『日本童話宝石集(二)日本の神話と十大昔話』         | 『優しい死神の飼い方』知念実希人                                                   |
| 第64回  | 「二人でお茶を」 恩田陸                                                       | 『つばさものがたり』雫井脩介                                                       |
| 第65回  | 「三枚のお札異聞」 光原百合『星月夜の夢がたり』                               | 『とっぴんぱらりの風太郎』万城目学                                                 |
| 第66回  | 「再会の味」 平松洋子『おとなの味』                                           | 『まぼろしのパン屋』松宮宏                                                         |
| 第67回  | 「星のおはじき」安房直子 絵 味戸ケイコ『安房直子 十七の物語夢の果て』         | 『桜風堂ものがたり』村山早紀                                                       |
| 第68回  | 「シラスファッション」田丸雅智/「万能しらす」新井見枝香                       | 『本日は、お日柄もよく』原田マハ                                                   |
| 第69回  | 「願いの町」小池夏美 絵 下元綾華『尾道草紙11』                                | 『ことばのかたち』おーなり由子                                                     |
| 第70回  | 「私と踊って」恩田陸                                                          |                                                                                    |
| 第71回  | 「いちばんぼし」大原さやか                                                    | 『神様の裏の顔』藤崎翔                                                             |
| 第72回  | 「八坂の狛犬」千葉菜美 絵 三好真夕『尾道草紙6』                               | 『とりつくしま』東直子                                                             |
| 第73回  | 「ロージン」東直子『とりつくしま』                                            | 『マチネの終わりに』平野啓一郎                                                     |
| 第74回  | 「一粒の真珠」小川未明                                                        | 『活版印刷三日月堂 星たちの栞』ほしおさなえ                                        |
| 第75回  | 「弥生尽の約束」光原百合 絵 野見采香『尾道草紙11』                            | 『星をつける女』原宏一                                                             |
| 第76回  | 「蒸しもの名人になりたい」平松洋子『夜中にジャムを煮る』                      | 『モノレールねこ』加納朋子                                                         |
| 第77回  | 「雨傘」 川端康成                                                             | 『蜜蜂と遠雷』恩田陸                                                               |
| 第78回  | 「いちょうの実」宮沢賢治                                                      |                                                                                    |
| 第79回  | 「岬守り」田丸雅智『夢巻』                                                    |                                                                                    |
| 第80回  | 「強い賢い王様の話」豊島与志雄                                                | 『あつあつを召し上がれ』小川糸                                                     |
| 第81回  | 「海からの電話」安房直子『春の窓』                                            |                                                                                    |
| 第82回  | 「暗い淵」光原百合『星月夜の夢がたり』                                        | 『本を守ろうとする猫の話』夏川草介                                                 |
| 第83回  | 「水玉」田丸雅智『ショートショートBAR』                                       |                                                                                    |
| 第84回  | 「赤い月」朱川湊人『遊星小説』                                                | 『今日のハチミツ、あしたの私』寺地はるな                                           |
| 第85回  | 「泣きたい夜はラム」角田光代『彼女のこんだて』                                | 『まるまるの桜』西條奈加                                                           |
| 第86回  | 「赤い蝋燭」新美南吉                                                          |                                                                                    |
| 第87回  | 「あなたの、古い友だち」朱川湊人『遊星小説』                                  |                                                                                    |
| 第88回  | 「かぼちゃのなかの金色の時間」角田光代『彼女のこんだて帖』                    | 『ラストレシピ 麒麟の舌の記憶』田中経一                                            |
| 第89回  | 「生活維持省」星新一『ボッコちゃん』                                          |                                                                                    |
| 第90回  | 「月工場」 田丸雅智『海色の壜』                                               | 『永遠の森博物館惑星』菅浩江                                                       |
| 第91回  | 「残る味」平松洋子『おとなの味』                                              |                                                                                    |
| 第92回  | 「天馬(ペガサス)の涙」光原百合『星月夜の夢がたり』                            | 『クリムゾンの迷宮』貴志祐介                                                       |
| 第93回  | 「島の暮れ方の話」小川未明                                                    |                                                                                    |
| 第94回  | 「漬けもの名鑑」角田光代『彼女のこんだて帖』                                  | 『人質の朗読会』小川洋子                                                           |
| 第95回  | 「双子の星」宮沢賢治                                                          |                                                                                    |
| 第96回  | 「ゆきひらの話」安房直子『春の窓 安房直子ファンタジスタ』                     |                                                                                    |
| 第97回  | 「デラックスな金庫」星新一『ボッコちゃん』                                    |                                                                                    |
| 第98回  | 「気持ちを計る」山本文緒『絶対泣かない』                                      | 『スイーツこねこ』生藤由美                                                         |
| 第99回  | 「奢った味」平松洋子『おとなの味』                                            |                                                                                    |
| 第100回 |                                                                               |                                                                                    |
| 第101回 | 「ある夜のお話」難波日向子『尾道草紙』                                        |                                                                                    |
| 第102回 | 「あの人」立原えりか『木馬がのった白い船』                                    | 『にじいろガーデン』小川糸                                                         |
| 第103回 | 「ブレーメンの音楽隊」グリム兄弟/楠山正雄訳                                   |                                                                                    |
| 第104回 | 「豚柳川できみに会う」角田光代『彼女のこんだて帖』                            | 『鴨川食堂』柏井壽                                                                 |
| 第105回 | 「おきなぐさ」宮沢賢治                                                        |                                                                                    |
| 第106回 | 「今日は何も食べたくない」 平松洋子『夜中にジャムを煮る』                     | 『今だけのあのこ』芦沢央                                                           |
| 第107回 | 「O型免許」田丸雅智『海色の瓶』                                               |                                                                                    |
| 第108回 | 「と・み・た」大崎梢『怪を編む』                                              |                                                                                    |
| 第109回 | 「さいごに咲く花」角田光代『おまえじゃなきゃだめなんだ』                      |                                                                                    |
| 第110回 | 「夢捨て場」光原百合『アンソロジー 捨てる』                                   | 『炎の塔』五十嵐貴久                                                               |
| 第111回 | 「彗星の話」豊島与志雄                                                        |                                                                                    |
| 第112回 | 「カミサマ」坂木司『短劇』                                                    | 『すべての神様の十月』小路幸也                                                     |
| 第113回 | 「幸せな死神」小路幸也『すべての神様の十月』                                  |                                                                                    |
| 第114回 | 「幸せな死神」小路幸也『すべての神様の十月』                                  | 『花だより みをつくし料理帖 特別巻』高田郁                                         |
| 第115回 |                                                                               |                                                                                    |
| 第116回 | 「負傷した線路と月」小川未明                                                  | 『金魚姫』荻原浩 『寒い朝』石坂洋次郎※リスナー紹介                                 |
| 第117回 | 「きれいな味」平松洋子『おとなの味』                                          |                                                                                    |
| 第118回 | 「赤い実はじけた」名木田恵子『光村ライブラリー (15)』                         | 『絶滅酒場』黒丸 『キケン』有川浩※リスナー紹介                                     |
| 第119回 | 「穴埋め問題」田丸雅智『E高生の奇妙な日常』                                   |                                                                                    |
| 第120回 | 「賢者の贈り物」オー・ヘンリー                                                |                                                                                    |
| 第121回 | 「ワッフルとスカーレット」森下典子『こいしいたべもの』                        |                                                                                    |
| 第122回 | 「めくらぶどうと虹」宮沢賢治                                                  |                                                                                    |
| 第123回 |                                                                               |                                                                                    |
| 第124回 | 「はちどり」光原百合『虹のまちの想い出』                                      |                                                                                    |
| 第125回 | 「魔女の猫」光原百合『虹のまちの想い出』                                      |                                                                                    |
| 第126回 | 「ひねくれカーテン」(前編) 斉藤倫『せなか町から、ずっと』                     |                                                                                    |
| 第127回 | 「ひねくれカーテン」(後編) 斉藤倫『せなか町から、ずっと』                     | 『猫のお告げは樹の下で』青山美智子                                                 |
| 第128回 | 「コロッケパンは自由の味」森下典子『こいしいたべもの』                        |                                                                                    |
| 第129回 | 「植木ばちのなみだ」(前編) 福永令三『クレヨン王国 なみだ物語』                |                                                                                    |
| 第130回 | 「植木ばちのなみだ」(後編) 福永令三『クレヨン王国 なみだ物語』                |                                                                                    |
| 第131回 | 「ラルフさんの一番良き日」青山美智子『木曜日にはココアを』                    | 『幽霊人命救助隊』高野和明                                                         |
| 第132回 | 「帰ってきた魔女」青山美智子『木曜日にはココアを』                            |                                                                                    |
| 第133回 |                                                                               |                                                                                    |
| 第134回 | 「海の風景」光原百合『虹のまちの想い出』                                      |                                                                                    |
| 第135回 | 「猫の局員」田丸雅智『マタタビ町は猫びより』                                  | 『はるとあき』斎藤倫、うきまる                                                     |
| 第136回 | 「杯」森鴎外                                                                  |                                                                                    |
| 第137回 | 「赤信号のなみだ」福永令三『クレヨン王国 なみだ物語』                         |                                                                                    |
| 第138回 | 「赤信号のなみだ」福永令三『クレヨン王国 なみだ物語』                         |                                                                                    |
| 第139回 | 「マトリョーシカな女たち」田丸雅智『インスタント・ジャーニー』                | 『むかしむかしあるところに、死体がありました。』青柳碧人                           |
| 第140回 | 「子供に化けた狐」野口雨情                                                    |                                                                                    |
| 第141回 | 「きまじめな卵焼き」(前編) 青山美智子『木曜日にはココアを』                   | 『鎌倉うずまき案内所』青山美智子                                                   |
| 第142回 | 「きまじめな卵焼き」(後編) 青山美智子『木曜日にはココアを』                   |                                                                                    |
| 第143回 | 「Blue Blend」田丸雅智『ふしぎの旅人』                                        | 『ツナグ 想い人の心得』辻村深月                                                    |
| 第144回 | 「指」江戸川乱歩                                                              |                                                                                    |
| 第145回 | 「朝露の石」光原百合『風の交響楽』                                            | 『ぼくがゆびをぱちんとならして、きみがおとなになるまえの詩集』斉藤倫               |
| 第146回 | 「カウントダウン」(前編) 青山美智子『『木曜日にはココアを』                   |                                                                                    |
| 第147回 | 「カウントダウン」(後編) 青山美智子『『木曜日にはココアを』                   | 『毎日っていいな』吉本ばなな                                                       |
| 第148回 | 「雪女」小泉八雲                                                              |                                                                                    |
| 第149回 | 「悲しみは海に」光原百合「風の交響楽」                                        | 『ほんのきもち』                                                                   |
| 第150回 | 「満ちる」月の文学館                                                          | 『世にも奇妙な物語』朝井リョウ                                                     |
| 第151回 | 「どろんこ祭り」今江祥智「光村ライブラリー 小学校編 第15巻」                  |                                                                                    |
| 第152回 | 「スキマのねこ」田丸雅智『マタタビ町は猫びより』                              |                                                                                    |
| 第153回 | 「羽釜」高野ユタ                                                              | 『おなみだぽいぽい』後藤美月                                                       |
| 第154回 | 「月夜のでんしんばしら」宮沢賢治                                              |                                                                                    |
| 第155回 | 「レトルト彼」霜月透子                                                        | 『ライオンのおやつ』小川糸                                                         |
| 第156回 | 「トリコロールの約束」(前編) 青山美智子『木曜日にはココアを』                 |                                                                                    |
| 第157回 | 「トリコロールの約束」(後編) 青山美智子『木曜日にはココアを』                 | 『まだ温かい鍋を抱いておやすみ』彩瀬まる                                           |
| 第158回 | 「虹猫の話」宮原晃一郎                                                        |                                                                                    |
| 第159回 | 「プリンター」宮松野志部彦                                                    | 『本日、サービスデー』朱川湊人                                                     |
| 第160回 | 「霊鈴」田丸雅智『ショートショートBAR』                                       | 『本日、サービスデー』朱川湊人                                                     |
| 第161回 | 「ダンスの神様」福井雅                                                        |                                                                                    |
| 第162回 | 「白いぼうし」あまんきみこ『車のいろは空のいろ 白いぼうし』                   |                                                                                    |
| 第163回 | 「夢十夜」夏目漱石                                                            | 『夕陽ヶ丘~昭和の残光~』徳岡孝夫/土井荘平 『関西弁アレコレばなし』土井荘平         |
| 第164回 | 「ベッドの裏側の国」光原百合『風の交響楽』                                    |                                                                                    |
| 第165回 | 「鶴の笛」林芙美子                                                            | 『忘れ物が届きます』大崎梢                                                         |
| 第166回 | 「プロローグ」万城目学『かのこちゃんとマドレーヌ夫人』                        |                                                                                    |
| 第167回 | 「木曜日にはココアを」青山美智子『木曜日にはココアを』                        |                                                                                    |
| 第168回 | 「待つ」太宰治                                                                |                                                                                    |
| 第169回 | 「お片付けロボット」新井素子『人工知能の見る夢は』                            | 『夜明けの縁をさ迷う人々』小川洋子                                                 |
| 第170回 | 「恋子レンジ」田丸雅智『日替わりオフィス』                                    | 『お探し物は図書室まで』青山美智子                                                 |
| 第171回 | 「散らない桜の木」光原百合「風の交響楽」                                      |                                                                                    |
| 第172回 | 「ふたりの名前」(前編) 石田衣良『1ポンドの悲しみ』                            |                                                                                    |
| 第173回 | 「ふたりの名前」(後編) 石田衣良『1ポンドの悲しみ』                            | 『満月珈琲店』桜田千尋、望月麻衣                                                   |
| 第174回 | 「うた時計」新美南吉                                                          |                                                                                    |
| 第175回 | 「蜜柑」芥川龍之介                                                            | 『京大はんと甘いもん』藤井清美                                                     |

## ゲスト
- 第27回 - 佐藤利奈
- 第44回 - 能登麻美子
- 第70回 - 田丸雅智
- 第78回 - 桑島法子
- 第95回 - 釘宮理恵、能登麻美子
- 第100回 - 新井里美
- 第120回 - 新井里美、大西沙織
- 第124回、第125回 - 光原百合

## 関連イベント
- 「大原さやか朗読ラジオ 月の音色〜radio for your pleasure tomorrow〜」Vol.3発売記念トーク＆朗読＆サイン会＋ショートショート即興ライブ+期間限定『月の音色ラテ』（2016年11月6日,三省堂書店池袋本店）

　 ゲスト: 田丸雅智
- 大原さやか朗読ラジオ「月の音色～radio for your pleasure tomorrow～」公開録音vol.1（2015年12月6日）

- 大原さやか朗読ラジオ「月の音色～radio for your pleasure tomorrow～」公開録音vol.2（2017年12月9日,サイエンスホール）

　 ゲスト: 釘宮理恵、能登麻美子
- 大原さやか朗読ラジオ「月の音色～radio for your pleasure tomorrow～」公開録音vol.3（2018年12月1日,サイエンスホール）

　 ゲスト: 新井里美、大西沙織
- 『月の音色』京都バスツアー ～月の京さんぽ～ さあやと過ごす冬の京都すてき旅（2020年2月1日～2日,京都）
- 「月の音色」200回記念イベント〜Bicentennial 星月夜の感謝祭〜（2022年2月13日,サイエンスホール）

## 関連グッズ

### ラジオCD
- ラジオCD「大原さやか朗読ラジオ　月の音色〜radio for your pleasure tomorrow〜」Vol.1（2015年3月25日発売、以下販売元：タブリエ・コミュニケーションズ株式会社）

【DISC-1】新規録りおろし朗読「きつねのでんわボックス」 戸田和代, 絵 たかすかずみ /「夢十夜　第一夜」夏目漱石
【DISC-2】ラジオアーカイブ第3回、第7回、第11回、第15回、第19回のMP3データ
- ラジオCD「大原さやか朗読ラジオ　月の音色〜radio for your pleasure tomorrow〜」Vol.2（2015年9月30日発売）

【DISC-1】新規録りおろし朗読「天の音、地の声」光原百合『扉守　潮ノ道の旅人』より
【DISC-2】ラジオアーカイブ第1回、第4回、第9回、第13回、第21回＋おまけのMP3データ
- ラジオCD「大原さやか朗読ラジオ　月の音色〜radio for your pleasure tomorrow〜」Vol.3（2016年9月28日発売）

【DISC-1】新規録りおろし朗読「カフェの素」「男をつかむ」「鯛の鯛」「チョコレート・レイディ」「日の出」田丸雅智『ショートショート・マルシェ』より
【DISC-2】ラジオアーカイブ第27回、第33回、第41回、第44回、第48回、第49回、第50回のMP3データ
アーカイブゲスト: 佐藤利奈（第27回）、能登麻美子（第44回）
- ラジオCD「大原さやか朗読ラジオ　月の音色〜radio for your pleasure tomorrow〜」Vol.4（2017年1月25日発売）

【DISC-1】新規録りおろし朗読「夢の果て 安房直子十七の物語」安房直子
【DISC-2】ラジオアーカイブ第5回、第12回、第18回、第24回、第39回のMP3データ

### 朗読CD
- 朗読CD「大原さやか朗読ラジオ　月の音色～radio for your pleasure tomorrow～」first live recording memorial（2015年12月31日発売）

【DISC-1】ゲストトーク「ラムプの夜」新美南吉、新規録りおろし朗読「王様の感心された話」小川未明 /「Giver～最高のプレゼント～」大原さやか初作品
ゲスト: 能登麻美子
- 大原さやか 月の音色朗読CD「コンビニたそがれ堂」（2016年3月30日発売）

【DISC-1】新規録りおろし朗読「桜の声」村山早紀『コンビニたそがれ堂』より
【DISC-2】新規録りおろし朗読「あんず」村山早紀『コンビニたそがれ堂』より
- 朗読CD「大原さやか朗読ラジオ　月の音色～radio for your pleasure tomorrow～」second live recording memorial（2018年6月27日発売）

【DISC-1】2017年12月9日公開録音　前編
【DISC-2】2017年12月9日公開録音　後編、第96回アーカイブ（一部）
公開録音ゲスト: 釘宮理恵、能登麻美子

### その他
- その他番組オリジナルブックカバーやしおり、コーヒースリーブ、トートバッグなども発売されている。